# Urbuche

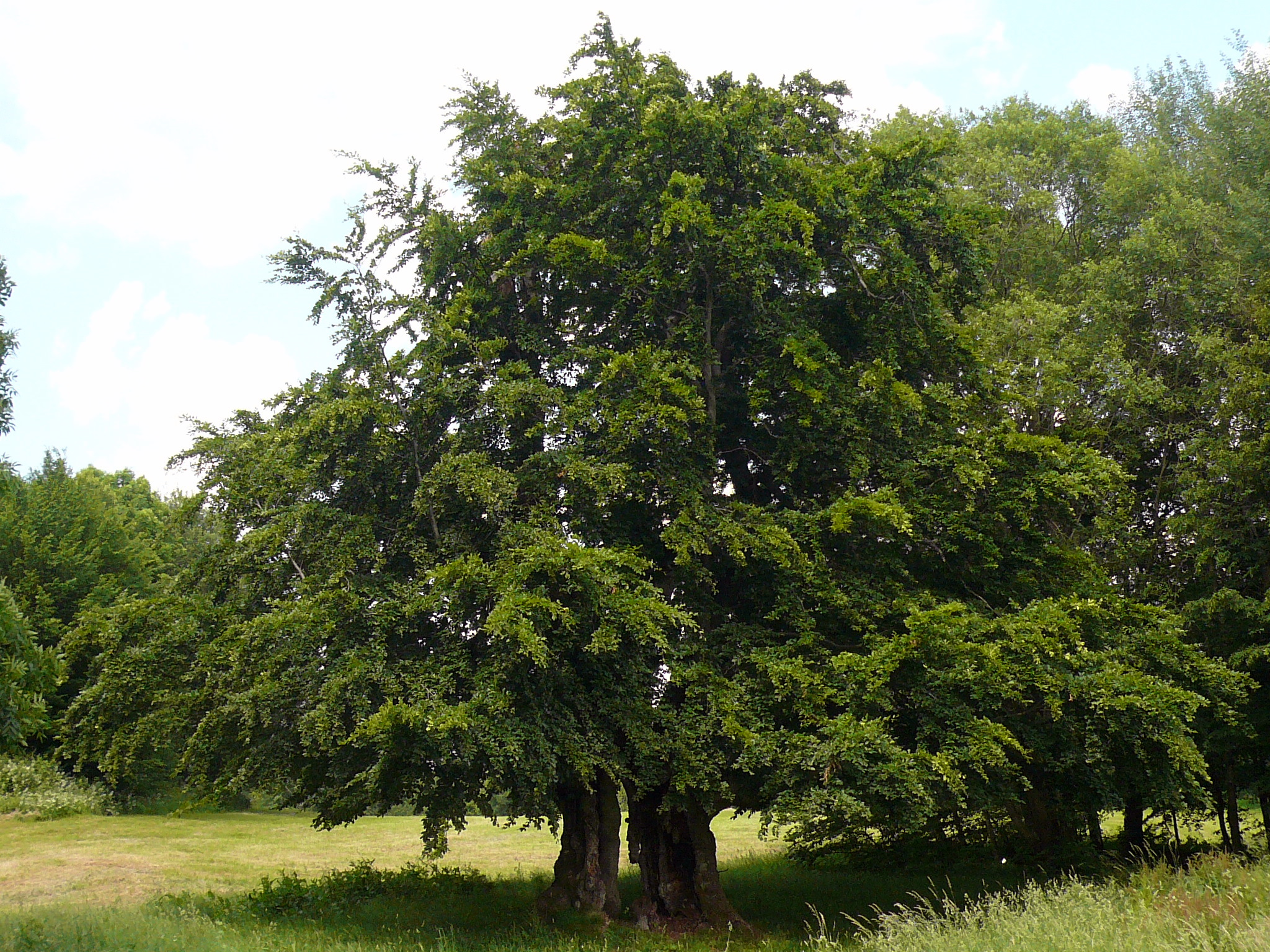
Die Urbuche von Südwesten, 2007

Die Urbuche war ein Naturdenkmal und stand oberhalb von Mitgenfeld, einem Ortsteil von Oberleichtersbach, etwa vier Kilometer südöstlich von Bad Brückenau im Landkreis Bad Kissingen in der bayerischen Rhön. Die Rotbuche (Fagus sylvatica) steht auf etwa 530 Meter über Normalnull am Südhang der Pilsterberge. Die Buche ist bei der Unteren Naturschutzbehörde des Landkreises Bad Kissingen als Naturdenkmal mit der Nummer 672-N/016 und der Bezeichnung Urbuche gelistet. Im Mai 2013 ist die Buche auseinandergebrochen. Seitlich der Überreste wurden Neupflanzungen vorgenommen.

## Beschreibung

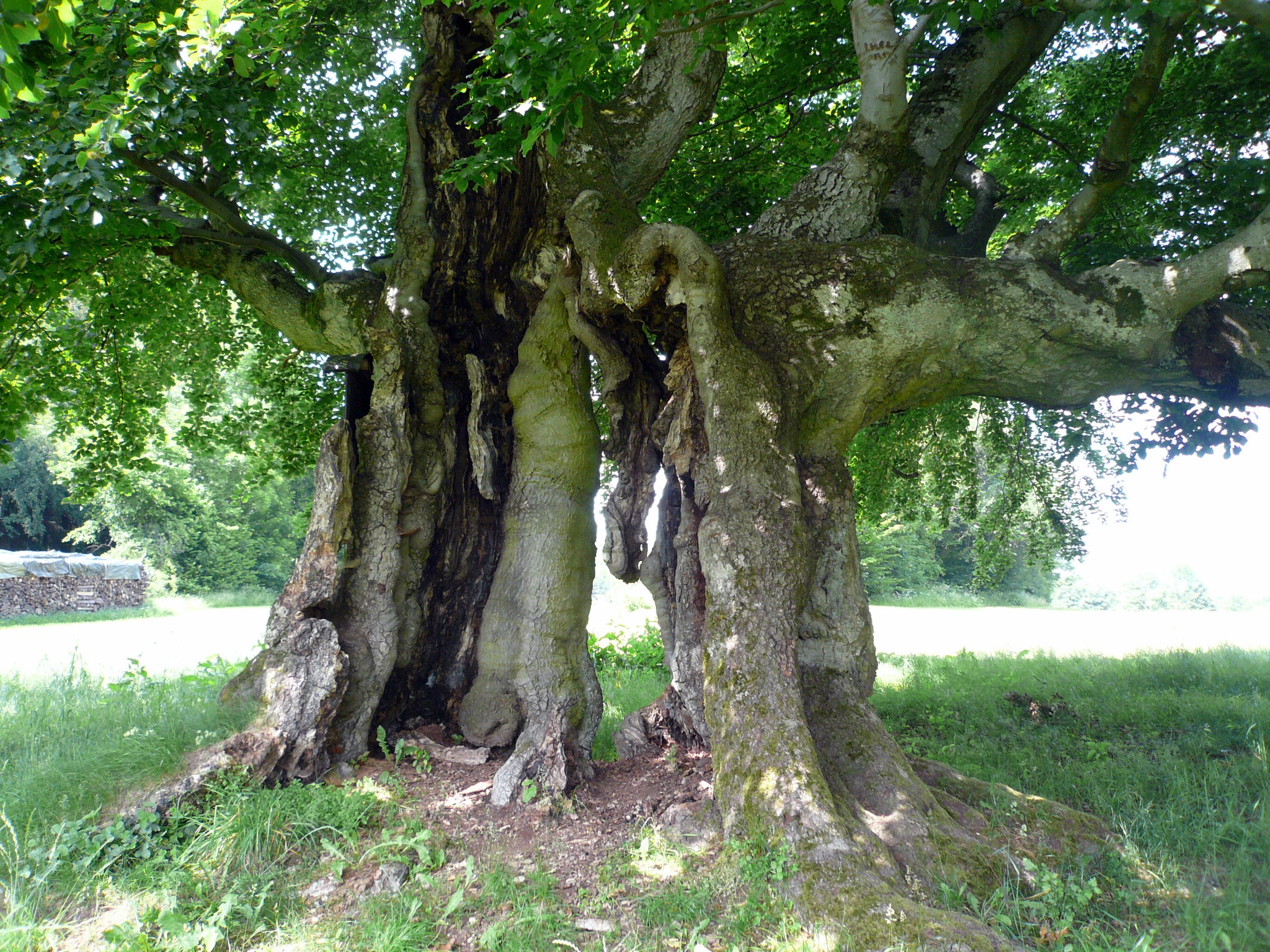
Gespaltener Stamm der Urbuche, 2007

Der Stamm ist vollständig ausgehöhlt und besteht nur noch aus zwei beschädigten äußeren Stammteilen, die etwa die Hälfte des ursprünglichen Stammes ausmachen. Sie sind von Rinde überwallt, was darauf hinweist, dass sie schon vor mehreren Jahrzehnten zerstört wurden. Bei den Frühjahrstürmen 1990 (die Orkane Daria, Herta, Judith, Nana, Ottilie, Polly, Vivian und Wiebke) wurde die Buche stark geschädigt. Ein großer Starkast ist aus der Krone gebrochen. Die Mittelachse der Krone und der Kern des Stammes fehlen ganz. Die Krone wird jetzt überwiegend durch jüngere, nachgewachsene Äste gebildet.
Um das Jahr 2000 hatte der Stamm an der Stelle seines geringsten Durchmessers einen Umfang von 6,63 Metern und in einem Meter Höhe von 7,08 Metern. Das Alter der Buche wird in der Literatur mit 200 bis 300 Jahren angegeben. Die Untere Naturschutzbehörde des Landkreises Bad Kissingen gibt die Buche mit 300 bis 400 Jahren an. Die Buche zählt damit zu den stärksten und ältesten in Deutschland. Würde man den Stamm auf seinen eigentlichen Durchmesser rekonstruieren, hätte er einen Umfang von etwa 7,6 Metern.
In der Nacht vom 29. auf den 30. September 2008 wurde die Buche von einem unbekannten Täter unmittelbar am Stamm in Brand gesetzt, wobei sie Schaden genommen hat. Bei dem Brand lösten sich Teile des Stammes auf, so dass sich der Stammumfang reduziert hat. An der Stelle seines geringsten Durchmessers hatte der Stamm im Jahre 2008 einen Umfang von 6,36 Metern und in einem Meter Höhe von 6,80 Metern.
In der Nacht vom 13. auf den 14. Mai 2013 brach die Urbuche auseinander. Ein paar Wochen vorher entdeckten Vertreter der Unteren Naturschutzbehörde einen Riss auf einer Seite, weshalb die Buche saniert werden sollte. Die Äste sollten Stützen erhalten, auch die Kronensicherung sollte erneuert werden.

## Bilder

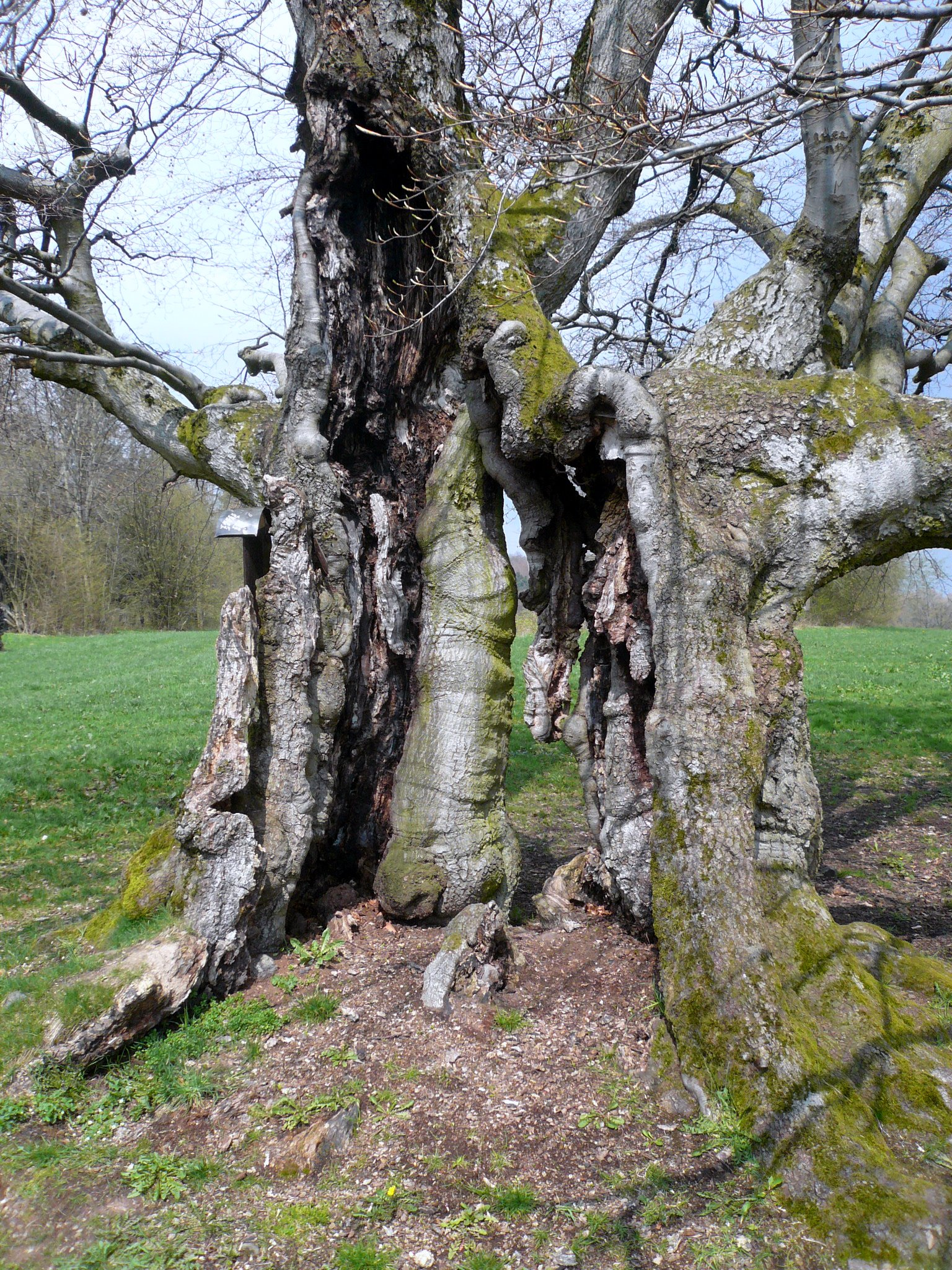
April 2008
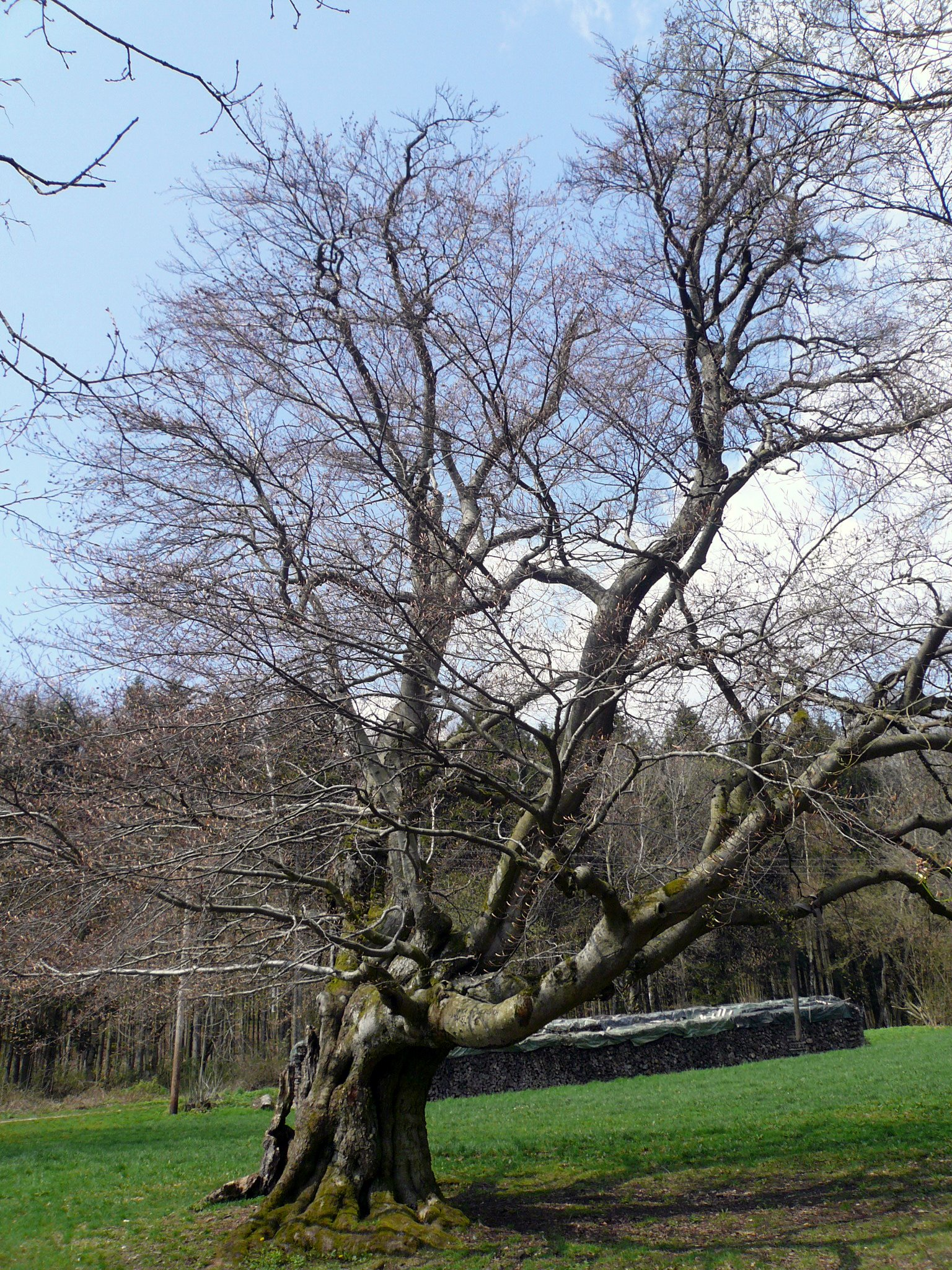
April 2008
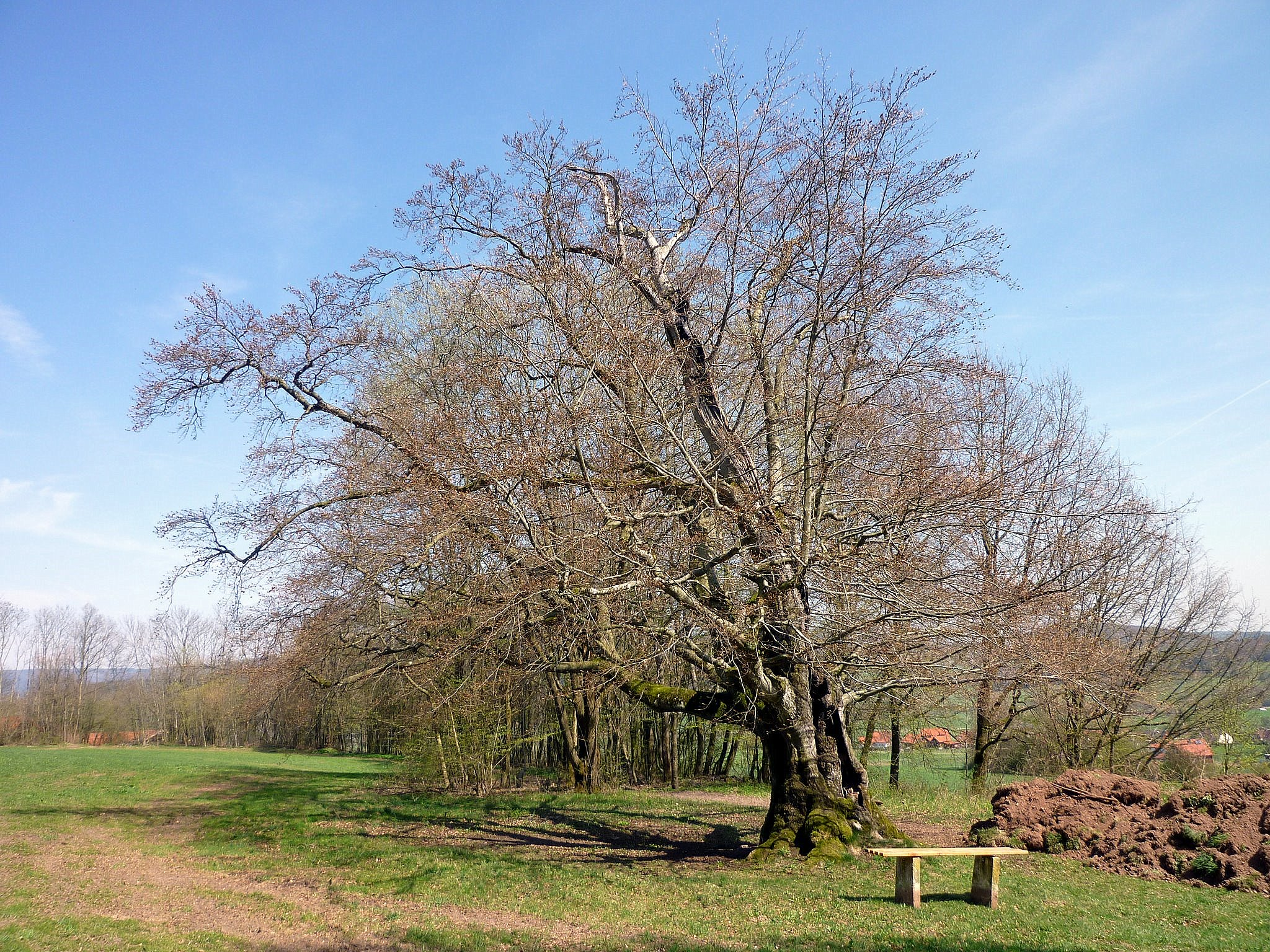
April 2011
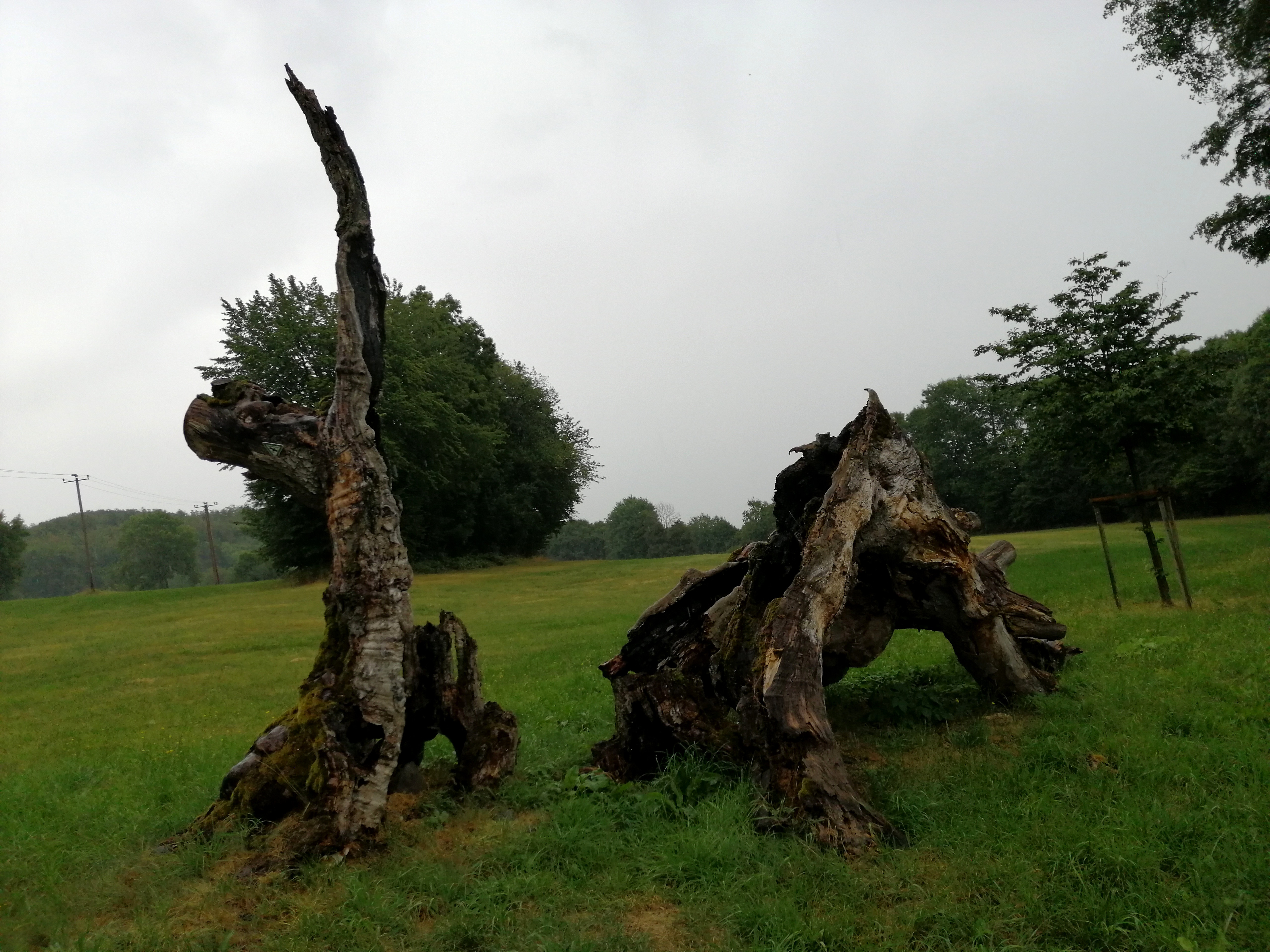
Reste der Urbuche nach dem Sturm, August 2020
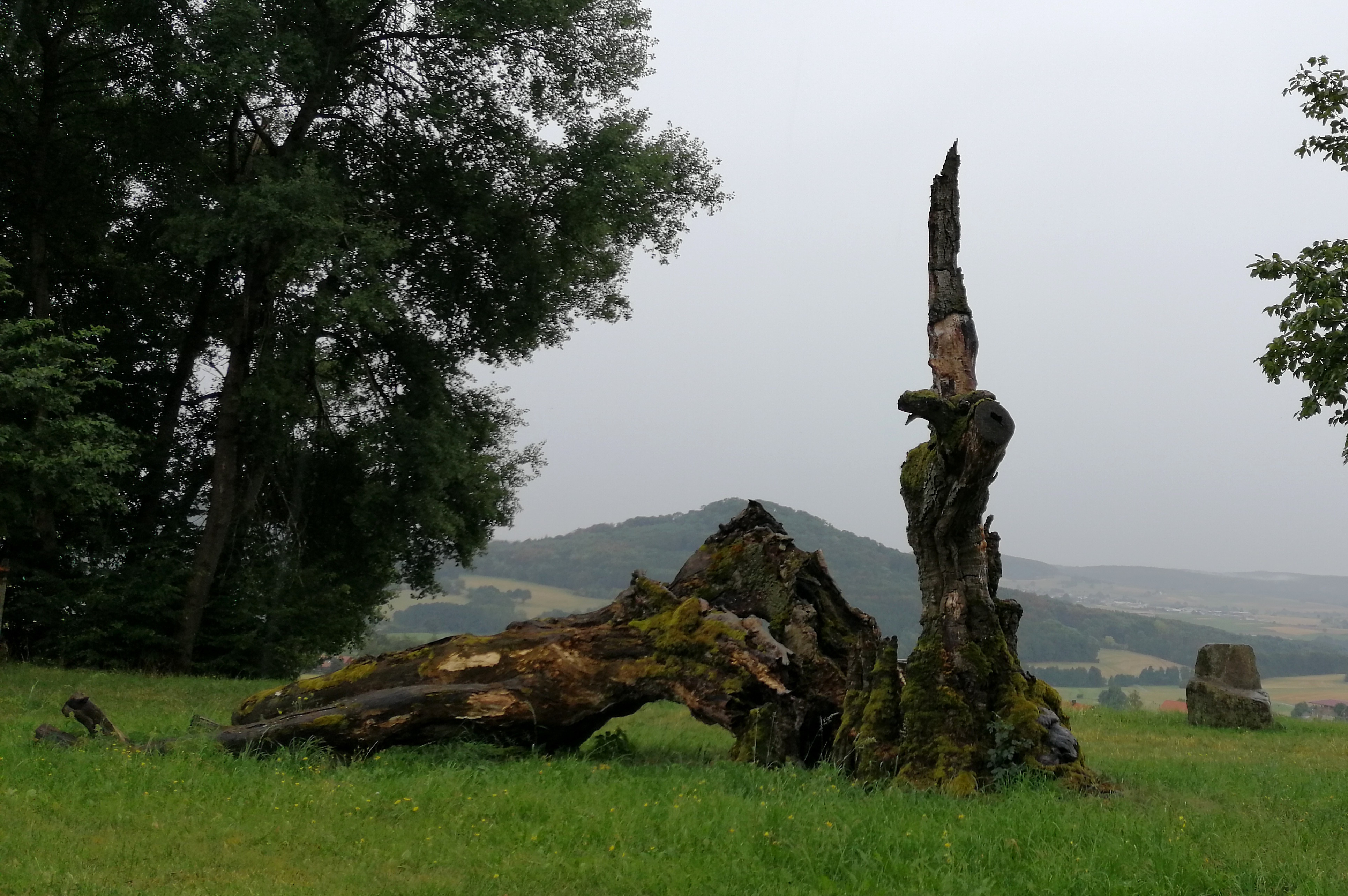
Reste der Urbuche nach dem Sturm, August 2020
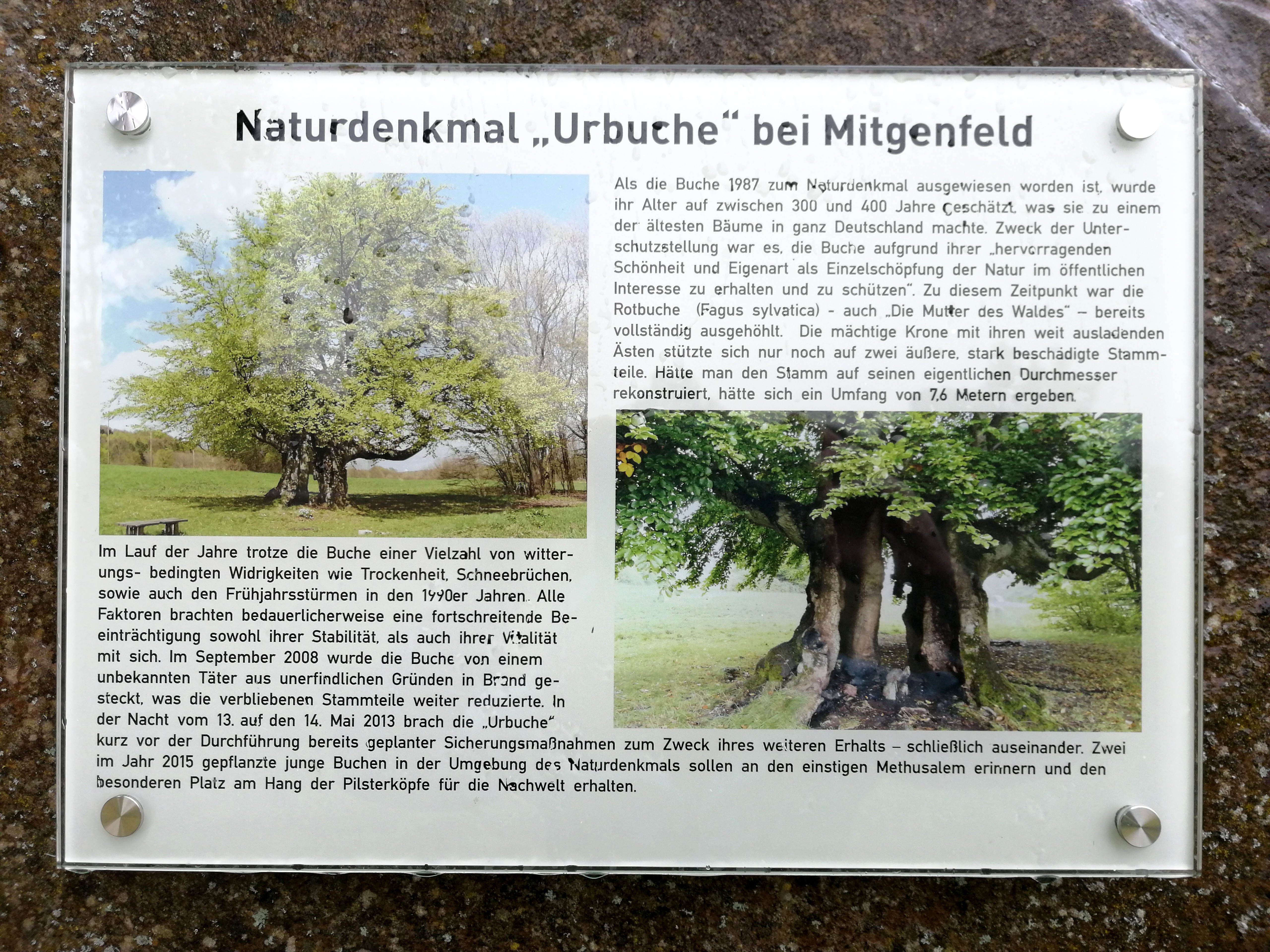
Infotext neben der Urbuche, August 2020